# Stolzia
Genre
Stolzia est un genre de plantes de la famille des orchidées.
Le genre peut être considéré dans d'autres classification comme un synonyme de Porpax.

## Liste d'espèces
Selon Catalogue of Life (9 octobre 2017) :
- Stolzia aberrans (Willemse, C., 1938)
- Stolzia atrifrons (Willemse, C., 1955)
- Stolzia borneensis (Willemse, C., 1938)
- Stolzia fasciata (Willemse, C., 1933)
- Stolzia flavomaculata (Willemse, C., 1939)
- Stolzia hainanensis (Tinkham, 1940)
- Stolzia javana Ramme, 1941
- Stolzia jianfengensis Zheng, Z. & S. Ma, 1989
- Stolzia nigromaculata (Willemse, C., 1938)
- Stolzia rubritarsi (Willemse, C., 1932)
- Stolzia rubromaculata Willemse, C., 1930
- Stolzia trifasciata (Willemse, C., 1932)

Selon The Plant List (9 octobre 2017) :
- Stolzia angustifolia Mansf.
- Stolzia atrorubra Mansf.
- Stolzia christopheri P.J.Cribb
- Stolzia compacta P.J.Cribb
- Stolzia cupuligera (Kraenzl.) Summerh.
- Stolzia elaidium (Lindl.) Summerh.
- Stolzia grandiflora P.J.Cribb
- Stolzia leedalii P.J.Cribb
- Stolzia moniliformis P.J.Cribb
- Stolzia nyassana Schltr.
- Stolzia oligantha Mansf.
- Stolzia peperomioides (Kraenzl.) Summerh.
- Stolzia repens (Rolfe) Summerh.
- Stolzia viridis P.J.Cribb
- Stolzia williamsonii P.J.Cribb

Selon Tropicos (9 octobre 2017) (Attention liste brute contenant possiblement des synonymes) :
- Stolzia angustifolia Mansf.
- Stolzia atrorubra Mansf.
- Stolzia christopheri P.J. Cribb
- Stolzia compacta P.J. Cribb
- Stolzia cupuligera (Kraenzl.) Summerh.
- Stolzia diffusa Summerh.
- Stolzia elaidium (Lindl.) Summerh.
- Stolzia grandiflora P.J. Cribb
- Stolzia leedalii P.J. Cribb
- Stolzia moniliformis P.J. Cribb
- Stolzia nyassana Schltr.
- Stolzia oligantha Mansf.
- Stolzia peperomioides (Kraenzl.) Summerh.
- Stolzia purpurata P.J. Cribb
- Stolzia repens (Rolfe) Summerh.
- Stolzia thomensis Stévart & P.J. Cribb
- Stolzia viridis P.J. Cribb
- Stolzia williamsonii P.J. Cribb